# じゃんぐるじむ
有限会社じゃんぐるじむは、かつて存在したアニメーション制作における作画作業を主な事業内容とした日本の企業。練馬アニメーション協議会会員であった。

## 概要・沿革
事業内容は、上記の通りアニメーション制作における原画・動画の作画作業が主である。長年、作画に特化した企業であったが、絵コンテ・演出で元請け会社の作品に参加するアニメーターも見られた。代表の竹市正勝は、『宇宙少年ソラン』や『リボンの騎士』などの動画もした古参のアニメーターである。
2011年5月31日、諸般の事情により解散することが公式サイトにて発表された。所属スタッフの一部はフリーランスとなり、他スタジオへ移籍したほか、同社の動画検査を務めていた黒川尚一（黒川祥一）が中心となり、新たにスタジオりぶらを立ち上げるなどし、次々と独立していった。

## 参加作品

### 日本アニメーション
- 花さか天使テンテンくん
- アニメ80日間世界一周
- 平成イヌ物語バウ
- 大草原の小さな天使 ブッシュベイビー
- とんでぶーりん
- 中華一番!
- 未来少年コナンII タイガアドベンチャー
- 釣りキチ三平
- 燃えろ!トップストライカー
- 小公子セディ
- ママはぽよぽよザウルスがお好き
- みかん絵日記
- さくらももこ劇場コジコジ
- トッポ・ジージョ
- スーパーフィッシング グランダー武蔵
- 魔法陣グルグル
- HUNTER×HUNTER
- ヤマトタケル
- ちびまる子ちゃん
- コレクター・ユイ
- ドキドキ♡伝説 魔法陣グルグル
- レ・ミゼラブル 少女コゼット

### サンライズ
- サイボーグ009（第2作）
- ミスター味っ子
- 魔神英雄伝ワタル
- 超魔神英雄伝ワタル
- 鎧伝サムライトルーパー
- 機動警察パトレイバー（テレビ版）
- 無限のリヴァイアス
- まりんとメラン

### ぴえろ
- がんばれ!キッカーズ
- 天使になるもんっ!
- あんみつ姫
- 南海奇皇
- おれは直角
- 魔法の天使クリィミーマミ
- 魔法の妖精ペルシャ
- 魔法のスターマジカルエミ
- 魔法のアイドルパステルユーミ
- 平成天才バカボン
- 燃える!お兄さん
- きまぐれオレンジ☆ロード
- おそ松くん（第2作）
- のらくろクン
- OH!スーパーミルクチャン

### シンエイ動画
- ドラえもん (1979年のテレビアニメ) （1979年-）
- 怪物くん（第2作）（1980年-1982年）
- ゲームセンターあらし （1982年）
- フクちゃん （1982年-1984年）
- オヨネコぶーにゃん （1984年-1985年）
- エスパー魔美 （1987年-1989年）
- 美味しんぼ （1988年-1992年）
- チンプイ （1989年-1991年）
- 21エモン（テレビ版、1991年-1992年）
- クレヨンしんちゃん （1992年-）
- 映画クレヨンしんちゃんシリーズ （1993年-）
- 忍ペンまん丸 （1997年-1998年）
- ヨシモトムチッ子物語 （1998年-1999年）
- ジャングルはいつもハレのちグゥ （2001年）
- あたしンち （2002年-2009年）
- ドラえもん (2005年のテレビアニメ) （2005年-）
- キクちゃんとオオカミ （2008年）
- ご姉弟物語 （2009年）

### ぎゃろっぷ
- 赤ずきんチャチャ
- ミラクルジャイアンツ童夢くん
- こちら葛飾区亀有公園前派出所
- るろうに剣心 -明治剣客浪漫譚-
- 姫ちゃんのリボン
- おじゃる丸
- 遊☆戯☆王デュエルモンスターズ
- こどものおもちゃ

### スタジオコメット
- 名門!第三野球部
- ドラゴンクエスト
- キャプテン翼J
- ツヨシしっかりしなさい
- ついでにとんちんかん
- ハイスクール!奇面組

### 土田プロダクション
- キャプテン翼（第1作）
- さすがの猿飛
- おじゃまんが山田くん
- あした天気になあれ
- らんぽう

### グループ・タック
- スーパードール★リカちゃん
- タッチ
- ジャングルの王者ターちゃん♡
- 3丁目のタマ うちのタマ知りませんか?
- はれときどきぶた
- マイアミ☆ガンズ
- 地球防衛家族
- キョロちゃん
- ふたつのスピカ

### 葦プロダクション
- H2
- まじかるハット
- VS騎士ラムネ&40炎

### 東京ムービー
- チエちゃん奮戦記 じゃりン子チエ
- それいけ!アンパンマン
- 名探偵コナン
- モンスターファーム〜円盤石の秘密〜
- 魔法騎士レイアース
- 怪盗セイント・テール
- とっとこハム太郎
- ぷるるんっ!しずくちゃん
- ライブオン CARDLIVER 翔

### 竜の子プロダクション
- マッハGoGoGo（第2作）
- 科学忍者隊ガッチャマンII
- ゴールドライタン
- 新世紀エヴァンゲリオン
- 怪盗きらめきマン

### スタジオ雲雀
- KAIKANフレーズ
- うちゅう人 田中太郎
- 探偵少年カゲマン
- わがまま☆フェアリー ミルモでポン!
- デュエル・マスターズ チャージ
- はっぴぃセブン 〜ざ・テレビまんが〜
- 練馬大根ブラザーズ
- 吉永さん家のガーゴイル
- つよきす Cool×Sweet
- すもももももも 地上最強のヨメ

### オー・エル・エム
- ポケットモンスターシリーズ
  - ポケットモンスター  （1997年-2002年）
  - ポケットモンスタークリスタル ライコウ雷の伝説 （2001年）
- カスミン （2001年-2003年）
- うたわれるもの （2006年）
- デルトラクエスト （2007年-2008年）

### Production I.G
- BLOOD+ （2005年-2006年）
- シュヴァリエ 〜Le Chevalier D'Eon〜 （2006年）
- 神霊狩/GHOST HOUND （2007年-2008年）
- RD 潜脳調査室 （2008年）

### その他
- うる星やつら （スタジオディーン、1981年-1986年）
- フリテンくん （ナック、1981年）
- サラダ十勇士 トマトマン （アニメーション21、1992年-1993年）
- 秘境探検ファム&イーリー （亜細亜堂、1995年）
- 新世紀エヴァンゲリオン （ガイナックス・竜の子プロダクション、1995年-1996年）
- メダロット魂 （トランス・アーツ、2000年）
- グラビテーション （スタジオディーン、2000年-2001年）
- 機動天使エンジェリックレイヤー （ボンズ、2001年）
- フルーツバスケット （スタジオディーン、2001年）
- テニスの王子様 （トランス・アーツ、2001年-2005年）
- トップをねらえ2! （ガイナックス、2004年-2006年）
- これが私の御主人様 （ガイナックス・シャフト、2005年）
- ネギま!? （シャフト、2006年-2007年）
- パッタ ポッタ モン太 （東京キッズ、2006年）
- 家庭教師ヒットマンREBORN! （アートランド、2006年-2010年）
- ウエルベールの物語 〜Sisters of Wellber〜 （トランス・アーツ、2007年）
- スカルマン THE SKULL MAN （ボンズ、2007年）
- さよなら絶望先生シリーズ （シャフト）
  - さよなら絶望先生 （2007年）
  - 俗・さよなら絶望先生 （2008年）
- デトロイト・メタル・シティ （STUDIO 4℃、2008年）
- AYAKASHI （東京キッズ、2008年）
- 君が主で執事が俺で （エー・シー・ジー・ティー、2008年）
- チーズスイートホーム （マッドハウス、2008年）
- 狂乱家族日記 （ノーマッド、2008年）
- ひだまりスケッチ×365 （シャフト、2008年）

## 関連人物
- 尾鷲英俊
- 木村真一郎
- 高倉佳彦（現：めがてんスタジオ所属）
- 橋本敬史
- 長谷川哲也
- 林静香（高倉静香）
- 三浦貴弘
- 渡辺伸弘
- 山本靖貴
- 須藤友徳（現：ufotable所属）